# برنامج زوند

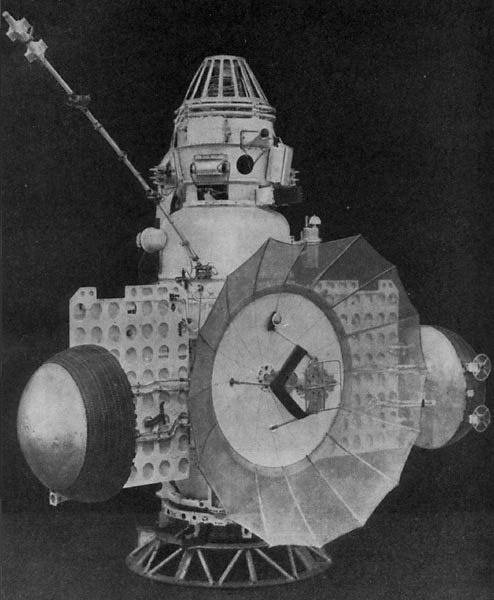
"زوند 2"، أحد أعضاء "عائلة 3MV".

برنامج زوند (بالروسية: Зонд) ومعناه «المسبار»،  هو اسم أطلقه الاتحاد السوفيتي على سلسلتين من برامجه الفضائية الخاصة بالمراكب الفضائية الآلية بين أعوام 1964م و 1970م، وقد كان هدف هذا البرنامج هو معرفة بعض المعلومات الخاصة بكواكب القمر، والزهرة، والمريخ، وكذلك من أجل اختبار بعض الآليات. كان البرنامج مكوَّن من مرحلتين وقد ضمت المرحلة الثانية نسخة من مركبات الفضاء: سويوز.